# Историјски архив Битоља
Историјски архив у Битољу основан је 1954. године као општински архив. Од 1990. године постао је регионална канцеларија Државног архива Македоније. Одељење има надлежност над носиоцима у општинама Битола, Демир Хисар, Могила, Новаци и Ресен. Ово одељење је у новој наменској згради на улици "Први мај" бр. 55 у Битољу.

## Рад одељења
Одељење има 916 фондова и 25 збирки. Најстарији документ је из 15. века (пергамент на старо хебрејском). Иако већина докумената је из периода после Другог светског рата, ту је архивска грађа са веома важним подацима о политичком, културном и економском историјом општина за које је одговоран.
Читаоница има 6 места за купце, а за њихову употребу су направљени Ксерок копије.
Библиотека има 3823 књига, 163 наслова часописа и 155 наслова новина.

## Фондови
Важнији фондови:
- "Градско управитељство Битоља" 1921/1941 г.
- "Грчко - Пелагониска митрополија" 1755/1905 г.
- "Правосудни фондови" из 1919. године
- "Вакувската управа и муфтија битољског округа" 1915- 1947, Тхе
- Књиге рођених, венчаних и умрлих од 1801/1962 г
- Браћа Манаки 1898/1964